# Albrecht Penck
Albrecht Friedrich Karl Penck, född 25 september 1858 i Reudnitz nära Leipzig, död 7 mars 1945 i Prag, var en tysk geograf och geolog; far till Walther Penck.

## Biografi
Penck studerade från 1875 vid universitetet i Leipzig, företog 1878 en undersökning av diluvialbildningarna i norra Tyskland och Skandinavien, begav sig 1880 till München och undersökte gletscherspåren i Tysklands alptrakter, vilket ledde till det stora arbetet Die Vergletschung der deutschen Alpen (1882).
År 1883 blev han docent i geografi vid universitetet i Münchens och besökte i forskningssyfte Pyrenéerna och Skottland, huvudsakligen studerande den senaste istidens spår. Följande två år studerade han Tysklands jordförhållanden som resultat av den geologiska utvecklingen och offentliggjorde arbeten om klimatets inflytande på jordytans gestaltning och om istidens människor. År 1885 blev han professor i fysisk geografi vid universitetet i Wien, 1892 president i centralkommittén för vetenskaplig geografi i Tyskland och överflyttade 1906 till Berlin som professor i geografi, direktör för geografiska institutet vid Friedrich Wilhelm-universitetet och vid museet för havsforskning. Han föreläste 1908-09 vid amerikanska universitet och företog resor, bland annat, på inbjudan av British Association, till Australien 1914, men kvarhölls då en tid som krigsfånge i England.
Penck framlade 1891 planen till en enhetlig karta över hela jorden i skalan 1:1 000 000 och tog initiativ till en enhetlig hydrografisk forskning i tyska och österrikisk-ungerska insjöar. Utöver nedanstående skrifter författade han en mängd avhandlingar i de publikationer, som utgavs av de institutioner han förestod, däribland Zeitschrift für Gewässerkunde, Zeitschrift für Gletscherkunde och Revue d'hydrographie. Han utgav även Bibliothek geographischer Handbücher, Bibliothek länderkundlicher Handbücher och Geographische Abhandlungen. År 1909 blev han ledamot av Vetenskaps- och vitterhetssamhället i Göteborg och 1925 av Vetenskapsakademien. Han tilldelades Vegamedaljen 1923.

## Övriga skrifter i urval
- Schwankungen des Meeresspiegels (1882)
- Die Eiszeit in den Pyrenäen (1885)
- Ziele der Erdkunde in Österreich (1889)
- Die Alpen in Eiszeitalter (med Eduard Brückner, 1901-08)
- Neue Karten und Reliefs der Alpen (1904)
- Die Beobachtung als Grundlage der Geographie (1906)
- Lage der deutschen Grossstädte (1912)
- U.S.-Amerika. Gedanken und Erinnerungen eines Austauschprofessors (1917)